# 巴塞羅那足球俱樂部博物館
巴塞羅那足球俱樂部博物館（西班牙語：Museo del Fútbol Club Barcelona），是在喬塞普·路易斯·努涅斯擔任球會主席期間于1984年9月24日开幕，位于巴塞罗那足球俱乐部主场诺坎普球场旁的一家足球博物馆。经过长时间的改建，博物馆于2010年6月15日重新开放。
重组后，博物馆分为三个独立的部分，分别有3D影院、视听触摸屏和巴塞罗那俱乐部历史信息。从那时起，博物馆只能通过预订诺坎普体验套餐来参观，包括博物馆入口和体育场参观。第一部分包括一组照片、文件和奖杯，这些照片、文件和奖杯在互动式玻璃墙上详细描述了俱乐部的历史，游客可以通过触摸屏幕看到信息墙。玻璃墙采用激光技术，通过用户反馈，可以展示视频、图像和音乐。第二部分是在博物馆永久展出的私人艺术收藏品，展出达利、米罗和塔皮斯等当地艺术家的作品。在第三部分中，展区收藏展示了俱乐部的足球纪念品，包括一个有俱乐部赢得的每一个奖杯或其复制品的奖杯室。
博物馆系列展出的一件物品是罗纳德·科曼在1992年欧冠决赛中打进制胜一球的球鞋，他在加时赛开始21分钟，全场的第111分钟对阵桑普多利亚的比赛中打进了制胜一球，为巴塞罗那夺得了的首个欧冠奖杯。
博物馆占地3,500平方米，每年吸引120万游客，仅次于吸引130万游客的毕加索博物馆，成为巴塞罗那市游客最多的博物馆。

## 历史
博物馆于1984年9月24日开馆，投资约7,000万比塞塔，最初占地950平方米，分为两层。
1987年，该馆进行了第一次翻修，扩大了艺术基金。在1994年，该馆的面积增加了一倍，新建的部分包括文献中心。
1997-1998年季节进行了第三次翻修，将日益雄心勃勃的工程扩大到3,550平方米，并架起了一条连接博物馆和博特加的坡道。此外，该博物馆还长期展出巴勃罗·奥尔纳圭拥有的足球收藏，該館认为其乃世界上最好的私人足球收藏之一，而其中一些是无价的。目前，博物馆分为四个部分：历史博物馆、艺术基金会、未来艺术收藏和临时展览。
2010年6月13日，分两个阶段完成了博物馆的翻修工作。第一阶段启用了一个适合21世纪的新的多媒体空间，其中包含了更多的情感和尖端技术。有1,500平方米分布在六个互动空间，最近巴萨的动态、生活和体育成果是主要的主题。这一新的空间有一个壮观的屏幕，35米长的视频投影，一个10平方米以上的交互式桌面，播放俱乐部近200个历史性时刻，16个耳机，播放所有蓝色环境的声音，巴塞罗那足球俱乐部的队歌被翻译成33种语言，或在LCD屏幕上播放50个最佳进球。

在第二阶段，这项项目在一楼进行，并建立了一个新的、更现代化和更壮观的博物馆展厅，在那里可以享受足球队和专业部门在整个历史中获得的奖杯。这是一个藏品的集合，这些藏品重申了很长的历史，使我们能够了解到巴塞罗那更深入的历史，帮助参观者了解这个俱乐部“不仅仅是一家俱乐部”的座右铭。还重新设计了游览路线，使其更有吸引力，在体育场出口隧道和新闻亭发出了令人兴奋的声音，并提供了启发性的反馈，使参观者能够在巴塞罗那足球俱乐部的历史上漫步。
2010年6月15日，博物馆重新开放。

博物馆在过去几年是加泰罗尼亚参观人数最多的博物馆，超过了達利戲劇博物館和毕加索博物馆。此外，84.1%的博物馆参观者是游客；在国家層级上僅次於普拉多博物馆和索菲亚王后国家艺术中心博物馆。
博物馆提供导游服务，可以跟隨导游带领进入诺坎普球场的VIP包厢参观。这样，任何参观者都可以坐在VIP席位上享受诺坎普球场的壮观景色、更衣室、新闻室以及球场上的草地。
同时，球队在中国海南省海口市亦设有海口巴萨世界，展示内容与博物馆大致相同。

## 歷任館長
- 1984-1990年：Jaume Ramón
- 1990年：Roser Cabero
- 1984-2006年：Albert Pujol
- 2006年至今：Jordi Pensias

## 交通
- 地铁：Collblanc（L5线）、Badal（L5线）、Maria Cristina（L3线）、帕劳Reial（L3线）和大学城站（L3线）。
- 公共汽车：第7、15、33、43、54、56、57、59、63、67、70、72、74、75、78、113和157路。

## 部分展品
- 1958年国际城市博览会杯用的皮球。
- 罗纳德·科曼曾在1992年欧冠决赛中使用的阿迪达斯球鞋。
- 马拉多纳曾经穿过的10号球衣